# William Ferguson Massey

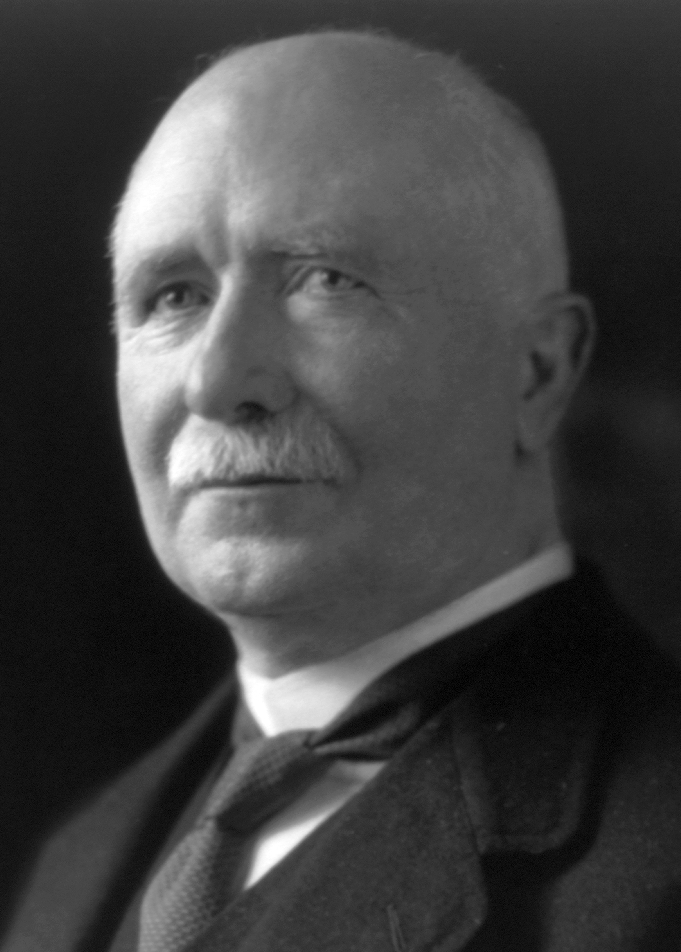
William Ferguson Massey

William Ferguson Massey (* 26. März 1856 in Limavady, County Londonderry, Irland; † 10. Mai 1925 in Wellington, Neuseeland) war Gründer der Reform Party und von 1912 bis 1925 Premierminister von Neuseeland, mit der zweitlängsten Amtszeit nach Richard Seddon.

## Frühen Jahre
William Ferguson Massey wurde am 26. März 1856 als ältester Sohn der Familie John Massey und seiner Frau Mary Anne Ferguson in Limavady im County Londonderry geboren.
1862 immigrierten Williams Eltern mit zwei seiner Geschwister in einer Gruppe nichtanglikanischer Siedler nach Neuseeland. Er selbst blieb 6-jährig zurück und besuchte acht weitere Jahre eine Privatschule. 1870 folgte er seinen Eltern nach Neuseeland und erreichte am 10. Dezember auf der City of Auckland das Land.

## Neuseeland
In Neuseeland angekommen, lernte er bis zu seinem 17. Lebensjahr bei seinem Vater und danach auf einer Farm in Longbeach in Canterbury das Handwerks des Farmers, mietete 1877 in Māngere 100 Acre Land und kaufte eine Dreschmaschine, mit der er als Auftragsunternehmer sein Geld verdiente. 1882 heiratete er Christina Allen Paul, die Tochter eines Nachbarfarmers.
Massey erwarb 1890 eine 220 Acre große Farm in Māngere, 450 Acre sumpfiges Land im Waiuku District und bebaute seine Anlage zum Dreschen von Getreide aus. Zu dieser Zeit interessierte er sich politisch kurzzeitig für die Ideen der Knights of Labor. 1890 wurde er der Vorsitzende des Managere Farmers Club, in dem er sich zuvor engagiert hatte. 1891 folgte die Präsidentschaft in der Auckland Agricultural and Pastoral Association und 1893 wurde er Präsident der New Zealand National Association, einer konservativen politischen Organisation.

## Politische Karriere

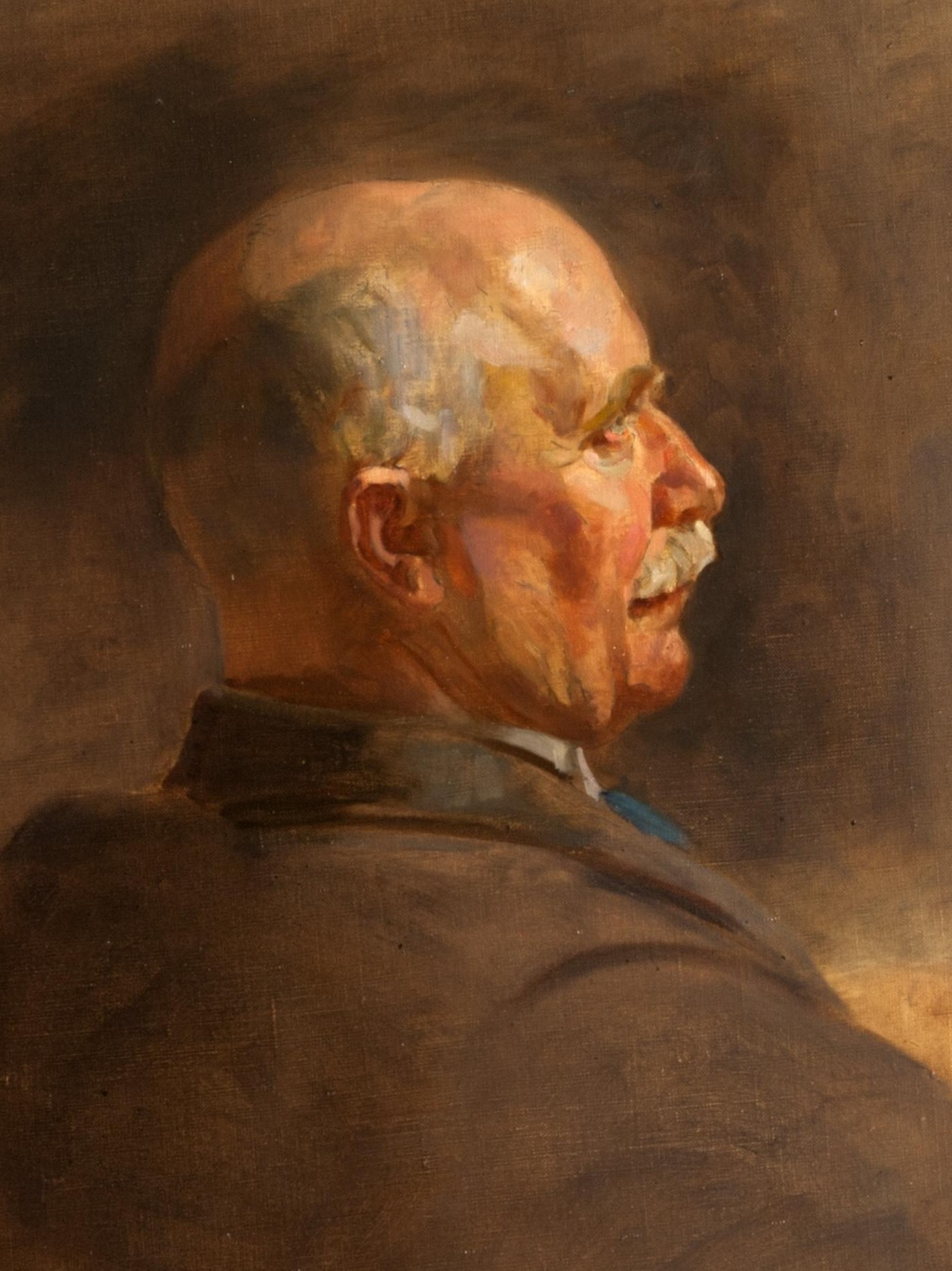
William Massey um 1920. Porträtstudie von James Guthrie für Statesmen of World War I.

Am 28. November 1893 bewarb sich Massey für einen Parlamentssitz für den Wahlbezirk Franklin, verlor aber gegen seinen liberalen Gegenkandidaten. Einige Monate später kandidierte er dann in einer Nachwahl für den Wahlbezirk von Waitemata, in dem der Sitz frei geworden war und gewann die Wahl am 9. April 1894. In der General Election 1896 kandidierte er am 4. Dezember erneut für den Bezirk Franklin, konnte sich aber dieses Mal durchsetzen. Massey hielt diesen Sitz bis zu seinem Tod.
Mit seinem Engagement im Parlament übernahm er schnell die Position des Whip ("Einpeitscher") der Opposition und am 9. September 1903 gewählt die Führung. Wenig erfolgreich mit seiner Opposition gegen die regierende Liberal Party zu bestehen, gründete Massey im Februar 1909 die Reform Party, wobei er sich bei der Namensnennung der Partei an der Political Reform League orientierte.
1911 war Massey landesweit bekannt und die Signale standen auf politischen Wechsel. Die Liberalen wurden mit einem Verlust von 16 Sitzen geschlagen und die Reform Party wurde mit insgesamt 36 Sitzen die stärkste Fraktion, gewann aber nicht die Mehrheit. Was folgte, war skrupelloses politisches Manövrieren, böse Intrigen, Beschuldigungen von Bestechung und Gegenbeschuldigungen, in denen Massey ein Hauptakteur war. Nach zwei Misstrauensanträgen gegen die liberale Regierung im Jahr 1912 war Massey schließlich am Ziel und wurde am 10. Juli 1912, eine Minderheitsregierung führend, zum 19. Premierminister von Neuseeland vereidigt. Der Beginn des Ersten Weltkriegs lenkte die Aufmerksamkeit der Öffentlichkeit von dem lokalen politischen Geschehen in Neuseeland ab, und so konnte Massey trotz Stimmengewinne wieder keine Regierungsmehrheit herstellen. Der öffentliche Druck, eine sogenannte Wartime Coalition (Kriegszeiten-Koalition) zu bilden, brachte Massey schließlich dazu, die Liberalen und die Labour Party zu einer Koalition einzuladen und zu einen. 1914 wurde Massey in Her Majesty’s Most Honourable Privy Council (britischen Kronrat) berufen.
Unter Massey und dem Oppositionsführer und früheren Premierminister Joseph Ward beteiligte sich Neuseeland am Ersten Weltkrieg an der Seite Großbritanniens. Nach Ende des Krieges stellte die Epidemie der Spanischen Grippe, die in Neuseeland rund 8500 Menschen das Leben kostete, die Regierung Massey vor erneuten Herausforderungen. Masseys Frau, Christina Allen Paul, die sich in dieser Zeit karitativ besonders engagiert hatte, wurde für ihre Verdienste 1918 mit dem C.B.E. (Commander) und 1926 mit dem G.B.E. (Dame Grand Cross) besonders geehrt.
Die General Election, die am 17. Dezember 1919 abgehalten wurde, brachte Massey dann mit 45 gewonnenen Sitzen erstmals die ersehnte und nun komfortable Regierungsmehrheit. Nachdem Neuseeland ab 1920 in eine wirtschaftliche Rezession glitt, versuchte Massey die Fleisch- und Milchindustrie durch Zentralisierung zu stärken. Er fror die Gehälter ein, entließ Bedienstete des öffentlichen Dienstes, kürzte die Ausgaben des Staates und versuchte mit Steuerkürzungen die Wirtschaft wieder zu beleben. Zu den Parlamentswahlen 1922 bekam seine Partei dafür die Quittung und verlor die Regierungsmehrheit. Trotzdem konnte Massey erneut eine Minderheitsregierung bilden und sich so sein Amt als Premierminister sichern.
1924 an Krebs erkrankt, ließ sich Massey am 30. März 1925 erfolglos operieren und verstarb am 10. Mai 1925 in seinem Haus in Wellington. Er wurde am 14. Mai am Point Halswell am Eingang zum Wellington Harbour beerdigt.

## Ehrungen
- 1914 – Mitglied des Her Majesty’s Most Honourable Privy Council, London
- 1917 – Doctor of Law, Edinburgh
- 19?? – Großoffizier der Ehrenlegion, Frankreich
- 19?? – Großoffizier des Kronenordens, Belgien[8]